# Kaditz
Kaditz – osiedle miasta Drezna w Saksonii w Niemczech. Leży w północno-zachodniej części miasta.
Najstarsza wzmianka o miejscowości Kayticz pochodzi z 1269. Osadę długo zamieszkiwali Serbołużyczanie. W 1834 Kaditz zamieszkiwało 308 osób, a w 1890 758 osób. W 1903 miejscowość włączono w granice Drezna.